# Allophylus leucophloeus
Allophylus leucophloeus är en kinesträdsväxtart som beskrevs av Ludwig Radlkofer. Allophylus leucophloeus ingår i släktet Allophylus och familjen kinesträdsväxter. Inga underarter finns listade i Catalogue of Life.